# Ogura Shohei
Shōhei Ogura (小椋 祥平 Ogura Shōhei, sinh ngày 8 tháng 9 năm 1985 ở Chiba, Nhật Bản) là một cầu thủ bóng đá thi đấu cho Ventforet Kofu ở J1 League. Vị trí của anh là tiền vệ phòng ngự.
Ngày 30 tháng 12 năm 2006, anh được thông báo nằm trong đội hình U-22 Nhật Bản. Đội hình được chốt ngày 27 tháng 5 năm 2007, và anh có mặt trong đội hình tham dư Thế vận hội Bắc Kinh 2008.

## Thống kê sự nghiệp
Cập nhật đến ngày 23 tháng 2 năm 2017.
| Thành tích câu lạc bộ | Thành tích câu lạc bộ | Thành tích câu lạc bộ | Giải vô địch | Giải vô địch | Cúp                   | Cúp                   | Cúp Liên đoàn | Cúp Liên đoàn | Châu lục | Châu lục  | Khác     | Khác      | Tổng cộng | Tổng cộng |
| Câu lạc bộ            | Mùa giải              | Giải vô địch          | Số trận      | Bàn thắng    | Số trận               | Bàn thắng             | Số trận       | Bàn thắng     | Số trận  | Bàn thắng | Số trận  | Bàn thắng | Số trận   | Bàn thắng |
| Nhật Bản              | Nhật Bản              | Nhật Bản              | Giải vô địch | Giải vô địch | Cúp Hoàng đế Nhật Bản | Cúp Hoàng đế Nhật Bản | Cúp Liên đoàn | Cúp Liên đoàn | AFC      | AFC       | Siêu cúp | Siêu cúp  | Tổng cộng | Tổng cộng |
| --------------------- | --------------------- | --------------------- | ------------ | ------------ | --------------------- | --------------------- | ------------- | ------------- | -------- | --------- | -------- | --------- | --------- | --------- |
| Mito HollyHock        | 2004                  | J2                    | 15           | 0            | 0                     | 0                     | -             | -             | -        | -         | -        | -         | 15        | 0         |
| Mito HollyHock        | 2005                  | J2                    | 21           | 0            | 1                     | 0                     | -             | -             | -        | -         | -        | -         | 22        | 0         |
| Mito HollyHock        | 2006                  | J2                    | 30           | 1            | 1                     | 0                     | -             | -             | -        | -         | -        | -         | 31        | 1         |
| Mito HollyHock        | 2007                  | J2                    | 42           | 2            | 2                     | 0                     | -             | -             | -        | -         | -        | -         | 44        | 2         |
| Mito HollyHock        | Tổng                  | Tổng                  | 108          | 3            | 4                     | 0                     | -             | -             | -        | -         | -        | -         | 112       | 3         |
| Yokohama F. Marinos   | 2008                  | J1                    | 12           | 0            | 4                     | 0                     | 3             | 0             | -        | -         | -        | -         | 19        | 0         |
| Yokohama F. Marinos   | 2009                  | J1                    | 26           | 1            | 3                     | 0                     | 9             | 0             | -        | -         | -        | -         | 38        | 1         |
| Yokohama F. Marinos   | 2010                  | J1                    | 31           | 0            | 0                     | 0                     | 5             | 1             | -        | -         | -        | -         | 36        | 1         |
| Yokohama F. Marinos   | 2011                  | J1                    | 33           | 1            | 5                     | 0                     | 4             | 0             | -        | -         | -        | -         | 42        | 1         |
| Yokohama F. Marinos   | 2012                  | J1                    | 4            | 0            | 0                     | 0                     | 2             | 0             | -        | -         | -        | -         | 6         | 0         |
| Yokohama F. Marinos   | 2013                  | J1                    | 17           | 0            | 3                     | 0                     | 3             | 0             | -        | -         | -        | -         | 23        | 0         |
| Yokohama F. Marinos   | 2014                  | J1                    | 19           | 0            | 0                     | 0                     | 2             | 0             | 4        | 0         | -        | -         | 25        | 0         |
| Yokohama F. Marinos   | Tổng                  | Tổng                  | 142          | 2            | 15                    | 0                     | 28            | 1             | 4        | 0         | -        | -         | 189       | 3         |
| Gamba Osaka           | 2015                  | J1                    | 6            | 0            | 0                     | 0                     | 0             | 0             | 4        | 0         | 0        | 0         | 10        | 0         |
| Gamba Osaka           | 2016                  | J1                    | 2            | 0            | 0                     | 0                     | 0             | 0             | 0        | 0         | 0        | 0         | 2         | 0         |
| Gamba Osaka           | Tổng                  | Tổng                  | 7            | 0            | 0                     | 0                     | 0             | 0             | 4        | 0         | 0        | 0         | 11        | 0         |
| Montedio Yamagata     | 2015                  | J1                    | 9            | 2            | 3                     | 0                     | 0             | 0             | 0        | 0         | 0        | 0         | 12        | 2         |
| Montedio Yamagata     | Tổng                  | Tổng                  | 9            | 2            | 3                     | 0                     | 0             | 0             | 0        | 0         | 0        | 0         | 12        | 2         |
| Ventforet Kofu        | 2017                  | J1                    | 31           | 1            | 1                     | 0                     | 0             | 0             | -        | -         | -        | -         | 32        | 1         |
| Ventforet Kofu        | Tổng                  | Tổng                  | 31           | 1            | 1                     | 0                     | 0             | 0             | -        | -         | -        | -         | 32        | 1         |
| Tổng cộng sự nghiệp   | Tổng cộng sự nghiệp   | Tổng cộng sự nghiệp   | 298          | 8            | 23                    | 0                     | 28            | 1             | 8        | 0         | 0        | 0         | 357       | 9         |

Thành tích đội dự bị
| Thành tích câu lạc bộ | Thành tích câu lạc bộ | Thành tích câu lạc bộ | Giải vô địch | Giải vô địch | Tổng cộng | Tổng cộng |
| Mùa giải              | Câu lạc bộ            | Giải vô địch          | Số trận      | Bàn thắng    | Số trận   | Bàn thắng |
| Nhật Bản              | Nhật Bản              | Nhật Bản              | Giải vô địch | Giải vô địch | Tổng cộng | Tổng cộng |
| --------------------- | --------------------- | --------------------- | ------------ | ------------ | --------- | --------- |
| 2016                  | U-23 Gamba Osaka      | J3                    | 14           | 0            | 14        | 0         |
| Tổng cộng sự nghiệp   | Tổng cộng sự nghiệp   | Tổng cộng sự nghiệp   | 14           | 0            | 14        | 0         |

## Thống kê sự nghiệp đội tuyển quốc gia

### Số lần ra sân trong các giải đấu lớn
| Đội bóng | Giải đấu                    | Thể loại | Số trận | Số trận | Bàn thắng | Thành tích đội bóng |
| Đội bóng | Giải đấu                    | Thể loại | Start   | Sub     | Bàn thắng | Thành tích đội bóng |
| -------- | --------------------------- | -------- | ------- | ------- | --------- | ------------------- |
| Nhật Bản | 2008 Olympics Qualification | U-22     | 1       | 0       | 0         | Vào vòng trong      |

## Danh hiệu
Yokohama F. Marinos
- Cúp Hoàng đế Nhật Bản: 2013

Gamba Osaka
- Siêu cúp Nhật Bản: 2015